# Turbăria Lăptici
Turbăria Lăptici este o arie protejată de interes național ce corespunde categoriei a IV-a IUCN (rezervație naturală de tip botanic). Turbăria este situată în județul Dâmbovița, pe teritoriul administrativ al comunei Moroeni.

## Localizare
Aria naturală se află la o altitudine medie de 1.500 m. în Munții Bucegi (la poalele Munților Lăptici), în extremitatea nord-estică a județului Dâmbovița, aproape de limita teritorială cu județul Prahova. Aceasta se întinde pe o suprafață de 15,90 hectare și este inclusă în Parcul Natural Bucegi.

## Înființare
Rezervația naturală a fost declarată arie protejată prin Legea Nr.5 din 6 martie 2000 (privind aprobarea Planului de amenajare a teritoriului național - Secțiunea a III-a - zone protejate) și reprezintă o mlaștină oligotrofă aflată în lunca stângă a pârâului Scândurarilor (afluent de stânga al râului Ialomița), ce adăpostește o mare varietate floristică de mușchi și ierburi, specifică turbăriilor.  

## Biodiversitate
La baza desemnării ariei naturale se află câteva specii floristice (arbori, arbusti, ierburi) rare, enumerate în anexa I-a a Directivei Consiliului European 92/43/CE din 21 mai 1992 - privind conservarea habitatelor naturale și a speciilor de faună și floră sălbatică; astfel: 
Arbori și arbusti cu specii de: molid (Picea abies), pin de pădure (Pinus sylvestris), mesteacăn (Betula pendula), salcie de turbă (Salix myrtilloides), salcie pitică (Salix retusa), merișor (Vaccinum vitis idaea), afin (Vaccinum myrtillus L.) sau ienupăr (Juniperus communis). 
Ierburi și flori: rogoz (Carex), foaie grasă (Pinguicula alpina), pipirig (cu specii de Juncus articularis și Juncus triglumis), odolean (Valeriana simplicifolia), volovatic (Swertia punctata) și trifoi roșu (Trifolium pratense)